# Стара Гута (Ковельський район)
Стара Гу́та — село в Україні, у Старовижівській селищній громаді Ковельського району Волинської області. Населення становить 1 161 особу.

## Історія
У 1906 році село Коритницької волості Володимир-Волинського повіту Волинської губернії. Відстань від повітового міста 21 верст, від волості 10. Дворів 5, мешканців 31.

## Населення
Згідно з переписом УРСР 1989 року чисельність наявного населення села становила 1184 особи, з яких 599 чоловіків та 585 жінок.
За переписом населення України 2001 року в селі мешкало 1159 осіб.

### Мова
Розподіл населення за рідною мовою за даними перепису 2001 року:
| Мова       | Відсоток |
| ---------- | -------- |
| українська | 99,74 %  |
| російська  | 0,26 %   |

## Герб і прапор
У червоному щиті в золотій кам'яній арці срібне відро; все супроводжується внизу золотими гілками дуба з жолудями і сосни з шишками, покладеними в косий хрест, в главі справа срібним розширеним хрестом.